# Calymmodon acutangularis
Calymmodon acutangularis är en stensöteväxtart som beskrevs av Barbara S. Parris. Calymmodon acutangularis ingår i släktet Calymmodon och familjen Polypodiaceae. Inga underarter finns listade.